# اتیل متیل سلولز
اتیل متیل سلولز (انگلیسی: Ethyl methyl cellulose) یک ماده ضخیم‌کننده، صمغ گیاهی، عامل کف‌کننده و امولسیفایر است. شماره E آن E465 است.
از نظر شیمیایی، این ماده یک مشتق از سلولز با گروه‌های اتیل و متیل است که توسط پیوندهای اتری به هم متصل شده‌اند. می‌توان آن را با درمان سلولز با دی متیل سولفات و اتیل کلرید در حضور یک قلیایی تهیه کرد.